# Maison de Max Ernst
La maison de Max Ernst est une maison située à Saint-Martin-d'Ardèche, en France. La maison avait été achetée en 1937 par Leonora Carrington. Elle y vécut avec le peintre Max Ernst de 1938 à la déclaration de guerre, le 3 septembre 1939, date à laquelle Max Ernst est arrêté en raison de sa nationalité allemande et interné comme "étranger ennemi" d'abord à la prison de Largentière (Ardèche), puis au Camp des Milles (Aix-en-Provence). Il en sera libéré le 23 décembre 1939, à la suite de l'intervention de son ami Paul Eluard auprès du président de la République, Albert Lebrun. En mai 1940, Max Ernst est de nouveau arrêté et transféré aux Milles. Après son arrestation, Leonora Carrington reste seule à Saint-Martin d'Ardèche. En juin 1940, le notaire Albert Joseph Aimé Pagès rédige un certificat autorisant Berthe Granier, patronne de l'Hôtel des Touristes à Saint-Martin d'Ardèche, à vendre la maison pour le compte de Leonora Carrington qui quitte alors la France pour l'Espagne.

## Description
Pendant son séjour à Saint-Martin, Max Ernst réalisera plusieurs reliefs en ciment peint dont un grand relief extérieur, toujours visible sur le mur extérieur de la maison. Les autres reliefs, réalisés à l'intérieur, ne sont pas visibles car la maison est devenue propriété privée et ne se visite pas. Certains décors ont été détachés des murs et vendus à des musées.
Sculptures de la maison de Saint-Martin d'Ardèche :  
- La Sirène et le Minotaure (groupe sur le mur du

jardin)
- la Sirène ailée (rampe sculptée)
- Buste au poisson et tortue
- Groupe dans la terrasse couverte
- Le grand bas-relief extérieur (Loplop )
- Une mosaïque au sol: décor de la chauve-souris
- Un banc sculpté

Peintures :
- "Un peu de calme (180 x 325 cm)
- "Le fascinant cyprès"(plusieurs versions)
- "Swampangel"
- "La toilette de la mariée ou "l'habillement de l'épousée"
- "La rencontre", avec la collaboration de

Leonora Carrington
- "L'Europe après la pluie"
- "Leonora dans la Lumière matinale"
- "Alice en 39"

Il y peignit aussi une grande toile ("L'Europe après la pluie" ?) qu'il vint y rechercher lors de son retour en France, après la guerre.
Gravures :  
- "la dame ovale" textes de Leonora Carrington, gravures de Max Ernst

Préface de "la maison de la peur" (texte de Leonora Carrington)
Objet :  
- Tannhauser (fourche)[3]

## Localisation
La maison est située sur la commune de Saint-Martin-d'Ardèche, dans le département français de l'Ardèche.

## Historique
L'édifice est inscrit au titre des monuments historiques en 1991.